# 131186 Pauluckas
131186 Pauluckas è un asteroide della fascia principale. Scoperto nel 2001, presenta un'orbita caratterizzata da un semiasse maggiore pari a 2,7124610 UA e da un'eccentricità di 0,1215489, inclinata di 4,49206° rispetto all'eclittica.
L'asteroide è dedicato all'astrofilo australiano Paul Luckas.